# Puccinia inclita
Puccinia inclita ist eine Ständerpilzart aus der Ordnung der Rostpilze (Pucciniales). Der Pilz ist ein Endoparasit der Süßgrasgattungen Ichnanthus und Oplismenus. Symptome des Befalls durch die Art sind Rostflecken und Pusteln auf den Blattoberflächen der Wirtspflanzen. Sie kommt in Südamerika vor.

## Merkmale

### Makroskopische Merkmale
Puccinia inclita ist mit bloßem Auge nur anhand der auf der Oberfläche des Wirtes hervortretenden Sporenlager zu erkennen. Sie wachsen in Nestern, die als gelbliche bis braune Flecken und Pusteln auf den Blattoberflächen erscheinen.

### Mikroskopische Merkmale
Das Myzel von Puccinia inclita wächst wie bei allen Puccinia-Arten interzellulär und bildet Saugfäden, die in das Speichergewebe des Wirtes wachsen. Aecien oder Spermogonien der Art sind nicht bekannt. Die gelben Uredien des Pilzes wachsen für gewöhnlich unterseitig auf den Blättern des Wirts. Ihre farblosen Uredosporen sind meist ellipsoid bis breit eiförmig, 27–34 × 22–26 µm groß und fein stachelwarzig. Die blattunterseitig wachsenden Telien der Art sind schwarzbraun und früh unbedeckt. Die haselnussbraunen Teliosporen der Art sind ein- bis zweizellig, in der Regel breitellipsoid bis breit eiförmig und 35–42 × 26–29 µm groß. Ihre Stiele sind gelblich und bis zu 60 µm lang.

## Verbreitung
Das bekannte Verbreitungsgebiet von Puccinia inclita reicht von Puerto Rico über Belize bis nach Brasilien und Ecuador.

## Ökologie
Die Wirtspflanzen von Puccinia inclita sind Oplismenus- und Ichnanthus-Arten. Der Pilz ernährt sich von den im Speichergewebe der Pflanzen vorhandenen Nährstoffen, seine Sporenlager brechen später durch die Blattoberfläche und setzen Sporen frei. Die Art verfügt über einen Entwicklungszyklus, von dem bislang lediglich Telien und Uredien sowie deren Wirt bekannt sind; Spermogonien und Aecien konnten dem Pilz nicht zugeordnet werden.